# 捷克布拉格生命科学大学
捷克布拉格生命科学大学（捷克語：Česká zemědělská univerzita v Praze, ČZU），也称为捷克布拉格农业大学，成立于1906年，是一所位于捷克布拉格的农业教育和科研高校。

## 历史沿革
1906年，布拉格捷克理工大学建立了农业研究课程，第一批农业工程师于1911年毕业。布拉格捷克理工大学于1920年成立了农林学院。农林学院于1952年成为独立机构， 称为布拉格农业学院 (捷克語：Vysoká škola zemědělská v Praze，VŠZ)。1966年，搬到布拉格新建的校园Suchdol，此后一直位于此地。
林学院成立于1952年。1959年之前是布拉格捷克理工大学的一部分，然后成为布拉格农业学院的一部分，直到1964年成为独立的林业科学研究所（捷克語：Vědecký lesnický ústav）。自1990年以来，回归布拉格农业学院。
该大学于1995年采用现名。
在捷克斯洛伐克社会主义共和国期间，作为国家对农业集体化的支持的一部分，该大学得到了巨额资助。
从1952年到1980年，该大学提供的硕士学位为期五年。然后它从1980-90年改为四年制课程，然后又改回五年制。自1993年以来，提供为期三年的学士学位学习。